# توم كورونيل
توم كورونيل (بالهولندية: Tom Coronel)‏ هو سائق رالي هولندي، ولد في 5 أبريل 1972 في ناردن في هولندا.

## وصلات خارجية
- الموقع الرسمي
- توم كورونيل على موقع DriverDB.com (الإنجليزية)
- توم كورونيل على موقع eWRC-results.com (الإنجليزية)